# Candela Roots
Candela Roots és un grup de música reggae en valencià.
Naix a València a la primavera de 2013. Alguns dels seus membres provenen d'una banda anterior, Arròs Caldós, i decideixen iniciar un nou projecte musical per explorar i aprofondir en les arrels del reggae. El nom del grup prové de l'últim disc del projecte anterior i de la seua influència: el reggae roots, o reggae jamaicà dels anys 70.
El grup té vocació reivindicativa i les seues lletres contenen temàtiques universals: els drets humans, el compromís amb la natura, el pacifisme i la igualtat són aspectes recurrents en els seus textos. Al seu segon treball, Humanité, es tracten tots aquestos temes, així com de recuperar l'essència del ser humà. Una altra de les reivindicacions de la banda és la d'augmentar la presència de les dones als escenaris, combatint el model predominant als festivals. Així, en març del 2016 actuen al cicle ‘Veus en femení’, organitzat per la Diputació de València i el Col·lectiu Ovidi Montllor, per visibilitzar el paper de la dona en el camp de la música en valencià.
Canten majoritàriament en valencià, però també utilitzen sense complexos el castellà, l'anglés o el francés: "En el reggae s'acostuma a fer aquesta barreja: cada llengua ofereix una sonoritat diferent i es pot explotar musicalment".
L'any 2014 guanyen el premi a la millor cançó en valencià de Sona la Dipu, amb el tema Pinta’t un somriure.
Malgrat la seua curta trajectòria, han participat en nombrosos festivals com el Feslloch, el Festivern, o el Rototom.

## Discografia
- Hungry, EP (Mésdemil, 2014)
- Humanité (Mésdemil, 2017)[9]